# Eburodacrys longilineata
Eburodacrys longilineata là một loài bọ cánh cứng trong họ Cerambycidae.